# Jamal Ikazban
Jamal Ikazban (Etterbeek, 2 december 1970) is een Belgisch politicus voor de PS.

## Levensloop
Ikazban is van Marokkaanse afkomst. Hij werd sociaal werker in Sint-Jans-Molenbeek en engageerde zich in verschillende verenigingen die de cohesie tussen verschillende gemeenschappen aanmoedigden en streden tegen sociale uitsluiting. Ook militeerde hij voor de antiracistische organisatie SOS Racisme en de Vereniging van Jonge Marokkanen.
Vanaf 1992 was hij een nauwe medewerker van de Molenbeekse burgemeester Philippe Moureaux in diens pogingen om de sociale cohesie in de stadswijken te verbeteren. Hij droeg bij tot de oprichting en het beheer van de lokale cel voor de strijd tegen sociale uitsluiting (CLES), die in de Molenbeekse stadswijken sociale en sportieve animatie uitbouwde. In 1999 werd hij lid van het nationaal bureau van de partij en datzelfde jaar was hij voor het eerst kandidaat bij de verkiezingen voor het Brussels Hoofdstedelijk Parlement, zonder dat hij werd verkozen. 
In oktober 2000 werd Ikazban verkozen tot gemeenteraadslid van Sint-Jans-Molenbeek en van januari 2001 tot december 2012 was hij er schepen, tot 2006 voor Sport, Jeugd, Gemeentelijke Eigendommen, Toerisme en Feestelijkheden en nadien van 2006 tot 2012 voor Sport, Feestelijkheden, Toerisme, Personeel en Voogdij over de cel voor de strijd tegen sociale uitsluiting. Na de gemeenteraadsverkiezingen van oktober 2012 belandde de PS er in de oppositie en vervolgens werd Ikazban fractieleider in de gemeenteraad. Eind 2018 kwam de PS er opnieuw in het schepencollege, maar hij besloot als fractieleider in de gemeenteraad te blijven zetelen. Eind 2022 werd hem het fractieleiderschap ontnomen nadat hij weigerde om de door het schepencollege voorgestelde verhoging van de gemeentelijke opcentiemen goed te keuren.  Door aanslepende spanningen met burgemeester Catherine Moureaux, de dochter van Philippe Moureaux, besliste Ikazban om zich geen kandidaat meer te stellen bij de gemeenteraadsverkiezingen van oktober 2024.
Van 2004 tot 2009 was hij eveneens medewerker op het kabinet van Emir Kir, staatssecretaris in de Brusselse Hoofdstedelijke Regering. Sinds de Brusselse gewestverkiezingen van juni 2009 zetelt Ikazban in het Brussels Hoofdstedelijk Parlement, waar hij zich ging toeleggen op de bestrijding van discriminatie, sociale cohesie en samenlevingsproblemen en de verdediging van de taxisector. Van 2009 tot 2010 en van 2015 tot 2017 was hij er lid en van 2010 tot 2014 voorzitter en van 2017 tot 2019 ondervoorzitter van de commissie Infrastructuur, Openbare Werken en Verkeerswezen, sinds 2013 is hij lid van de commissie Binnenlandse Zaken en sinds 2024 is hij voorzitter van de commissie Mobiliteit. Daarnaast is hij sinds 2018 fractieleider voor de PS in het Parlement francophone bruxellois, het parlement van de Franse Gemeenschapscommissie binnen het Brussels Hoofdstedelijk Gewest, waar hij eerder van 2014 tot 2018 secretaris was. Van 2014 tot 2019 zetelde Ikazban eveneens in het Parlement van de Franse Gemeenschap, waar hij actief was in de commissie Jeugdhulp, Justitiehuizen en Promotie van Brussel (2014-2016), Jeugd, Onderwijs voor Sociale Promotie, Gelijke Kansen en Vrouwenrechten (2016-2019) en Jeugdhulp, Justitiehuizen, Sport en Promotie van Brussel (2018-2019).
In augustus 2016 kwam Ikazban in opspraak, omdat hij op 9 oktober 2010 aanwezig was op een steunmanifestatie voor de vrijlating van Oussama Atar uit een Iraakse gevangenis. Atar wordt verdacht van betrokkenheid bij de aanslagen in Brussel van maart 2016.